# Hongfeng Shuiku
Hongfeng Shuiku är en reservoar i Kina. Den ligger i provinsen Guizhou, i den sydvästra delen av landet, omkring 29 kilometer sydväst om provinshuvudstaden Guiyang. I omgivningarna runt Hongfeng Shuiku växer i huvudsak blandskog.
Genomsnittlig årsnederbörd är 1 468 millimeter. Den regnigaste månaden är juni, med i genomsnitt 308 mm nederbörd, och den torraste är januari, med 20 mm nederbörd.